# Westmoreland Museum of American Art

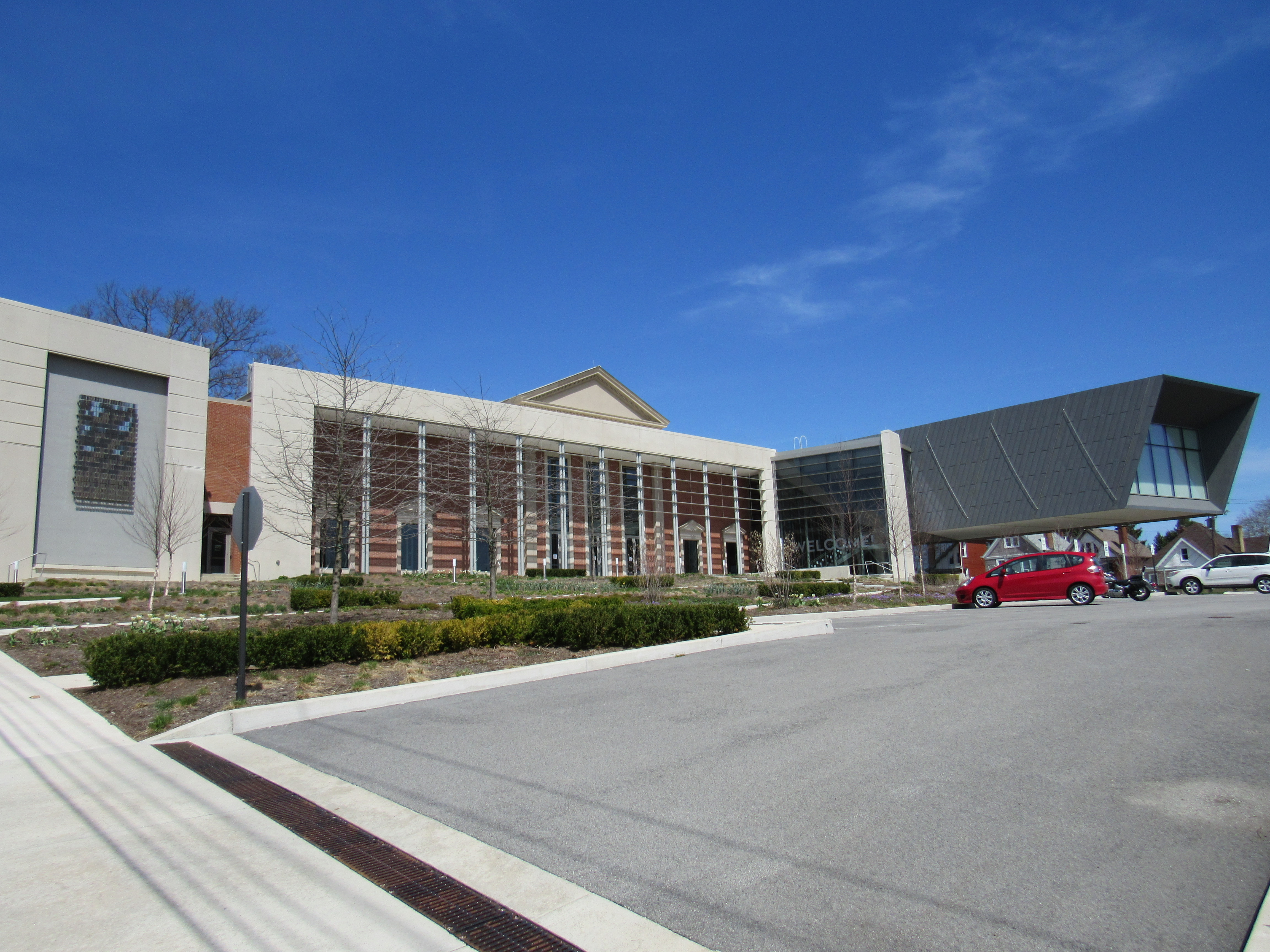
Westmoreland Museum of American Art, 2017

Das Westmoreland Museum of American Art ist ein Museum für amerikanische Kunst in Greensburg, Pennsylvania, USA. Die Sammlung des Museums dokumentiert die Entwicklung der amerikanischen Kunst vom Klassizismus über romantische und realistische Strömungen bis zum Impressionismus und frühen Realismus des 20. Jahrhunderts. Ein besonderes Augenmerk liegt auf Werken von Künstlern mit Bezug zu Pennsylvania sowie auf Stillleben und Landschaftsmalerei. Das erste Sammlungsstück war Rembrandt Peales Portrait of George Washington.

## Geschichte
Das Museum wurde im Jahr 1959 eröffnet. Es entstand durch Stiftungen und Schenkungen lokaler Förderer. Seine Entstehung geht auf die Schenkung des Nachlasses von Mary Marchand Woods und die darauf folgende Gründung der Woods Marchand Foundation zurück. In den folgenden Jahrzehnten entwickelte sich das Museum zu einer regional bedeutsamen Sammlung amerikanischer Kunst und baute sein Ausstellungs- und Vermittlungsprogramm sukzessive aus. In den 1990er Jahren erfolgten strukturelle Neuorientierungen – unter anderem wurde der Name um „American“ ergänzt – und seit den 2000er-/2010er Jahren wurden größere Sammlungs- und Ausstellungsprojekte umgesetzt.

## Architektur
Das Museum wurde mehrfach erweitert. So stammt beispielsweise der Westflügel aus dem Jahr 1968, während das Hauptgebäude in den 2010er Jahren umfassend modernisiert und erweitert wurde. Das Architekturbüro Ennead Architects entwarf eine markante Neugestaltung mit einer auskragenden Galerie, verglasten Erschließungsräumen und einer neuen Eingangssituation. Nach dieser Renovierung erfolgte die Wiedereröffnung im Jahr 2015. Im Zuge der Umgestaltung wurde außerdem die ortsspezifische kinetische Plastik Windframe des Bildhauers Tim Prentice am Außenbau installiert.

## Sammlung

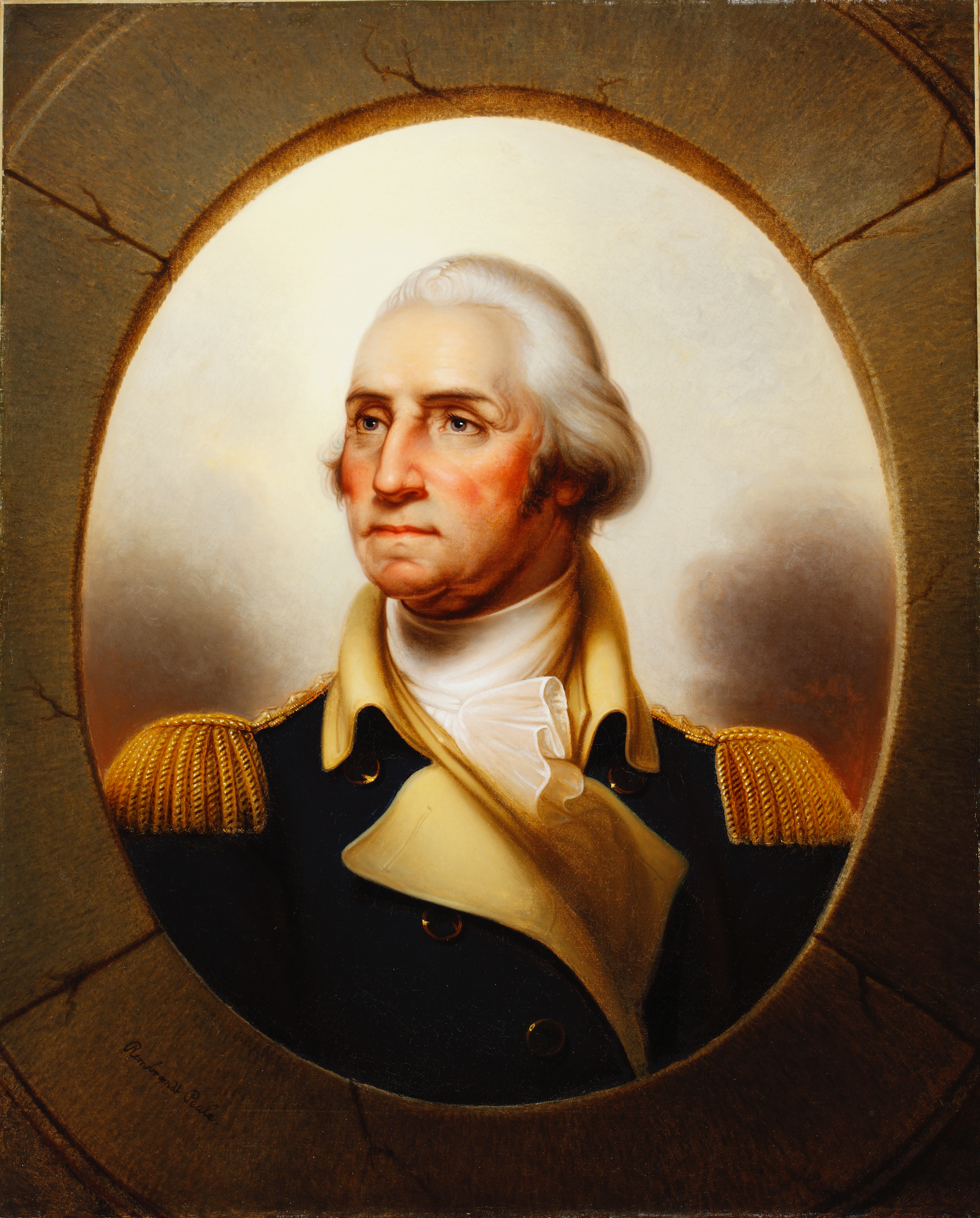
Rembrandt Peale (1778–1860) Portrait of George Washington

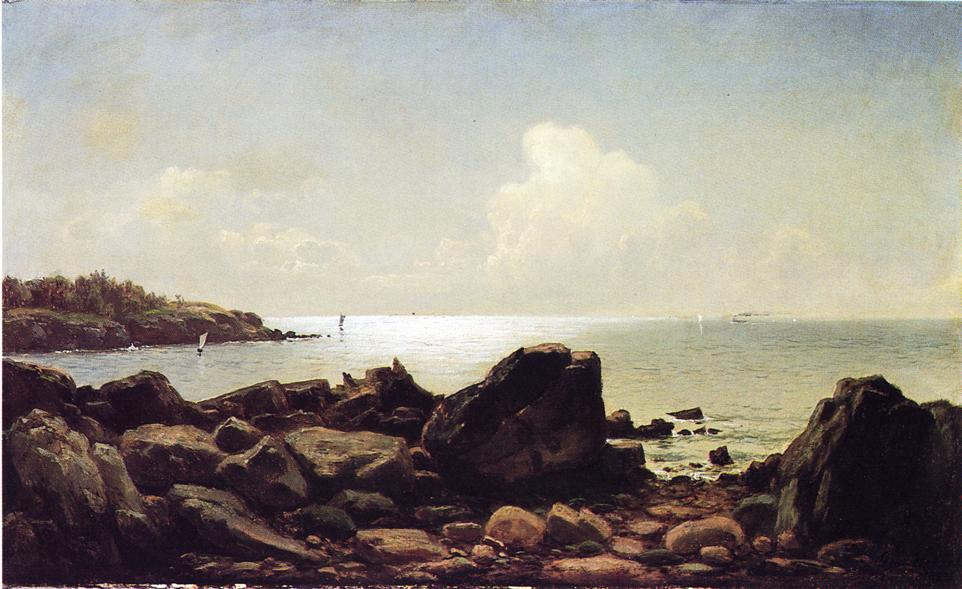
George Hetzel: Rocky Inlet, Maine

Die permanente Sammlung umfasst Werke vom 18. Jahrhundert bis zur Gegenwart. Der Schwerpunkt liegt auf amerikanischer Kunst, wobei besonders Künstler und Motive aus Pennsylvania berücksichtigt werden. Neben Gemälden und Skulpturen zeigt das Museum dekorative Kunst, Glaskunst, Fotografie sowie moderne und zeitgenössische Kunst.

### Bedeutende Werke der Sammlung
- Rembrandt Peale (1778–1860): Portrait of George Washington – eine Variante seines bekannten „porthole“-Porträts, vielfach reproduziert im 19. Jahrhundert.
- Adolph Ulrich Wertmüller (1751–1811): Ceres – Darstellung der römischen Göttin der Fruchtbarkeit im klassizistischen Stil.
- Bass Otis (1784–1861): Portrait of a Seated Boy – Porträt mit architektonischen Elementen, unter Anwendung seines selbst entwickelten „perspective protractor“.
- Benjamin West (1738–1820): King Priam – großformatige mythologische Szene aus dem Trojanischen Krieg.
- Thomas Sully (1783–1872): Mrs. McMurtrie and Her Son William – Porträt mit romantisch-mythologischem Anklang.
- Robert Edge Pine (1730–1788): Portrait of Charles and John Vaughn – Kinderporträt einer wohlhabenden Familie.
- William Russell Smith (1812–1896): Fishing Along a Creek – Landschaft mit Einflüssen der Hudson River School.
- George Cope (1855–1929): American Iron Mill, Pennsylvania – seltenes Nachtbild des Künstlers, bekannt für Stillleben im Trompe-l’œil-Stil.
- Severin Roesen (ca. 1816–ca. 1872): Still Life with Fruit and Champagne – üppiges Stillleben mit typischen Motiven wie Glas Champagner und Vogelnest.
- John Francis (1808–1886): Fruit and Wine – Stillleben mit Früchten und gedecktem Tisch, oft mit Ausblick auf Landschaft.
- William Michael Harnett (1848–1892): Philadelphia Public Ledger – Trompe-l’œil mit Alltagsobjekten.
- Levi Wells Prentice (1851–1935): Apples in a Brown Hat – Stillleben mit naturalistischen Fruchtdarstellungen.
- Thomas Hovenden (1849–1895): Death of Elaine – großformatige Historienmalerei nach Tennysons „Idylls of the King“.
- Thomas Anshutz (1851–1912): Portrait of the Artist’s Mother – realistisches Porträt, geprägt vom Einfluss Thomas Eakins’.
- Mary Cassatt (1844–1926): Mother and Two Children – impressionistisches Tondo, Teil ihrer wiederkehrenden Mutter-Kind-Thematik.
- Robert Henri (1865–1929): Picnic at Meshoppen, Pa., July 4, 1902 – impressionistisch beeinflusste Freiluftszene, Vorläufer seines späteren Realismus.